# Škoda (Maschinenbau)
Škoda ([ˈʃkɔda] ⓘ) wurde 1859 als Maschinenbauunternehmen gegründet und entwickelte sich zu einem diversifizierten Mischkonzern. Škoda hatte seinen Sitz in Pilsen (Plzeň) in Böhmen.
Der ursprüngliche Konzern Škoda wurde nach der Samtenen Revolution 1993 privatisiert. Dabei wurden mehrere Sparten in selbstständige Unternehmen ausgegliedert und verkauft. Einige von ihnen führen Škoda weiter im Namen. Ein bestehen gebliebener Unternehmensteil ist heute nur noch in der Sparte Verkehrstechnik aktiv und firmiert unter dem Namen Škoda Transportation a.s. Der heutige Automobilhersteller Škoda Auto wurde 1925 als Laurin & Klement vom Maschinenbauer übernommen und erhielt so auch seinen Namen. Diese Automobilsparte wurde kurz darauf, im Jahr 1930, als Tochterunternehmen ausgegliedert. Namensgeber war der Unternehmer und Ingenieur Emil von Škoda.

## Geschichte

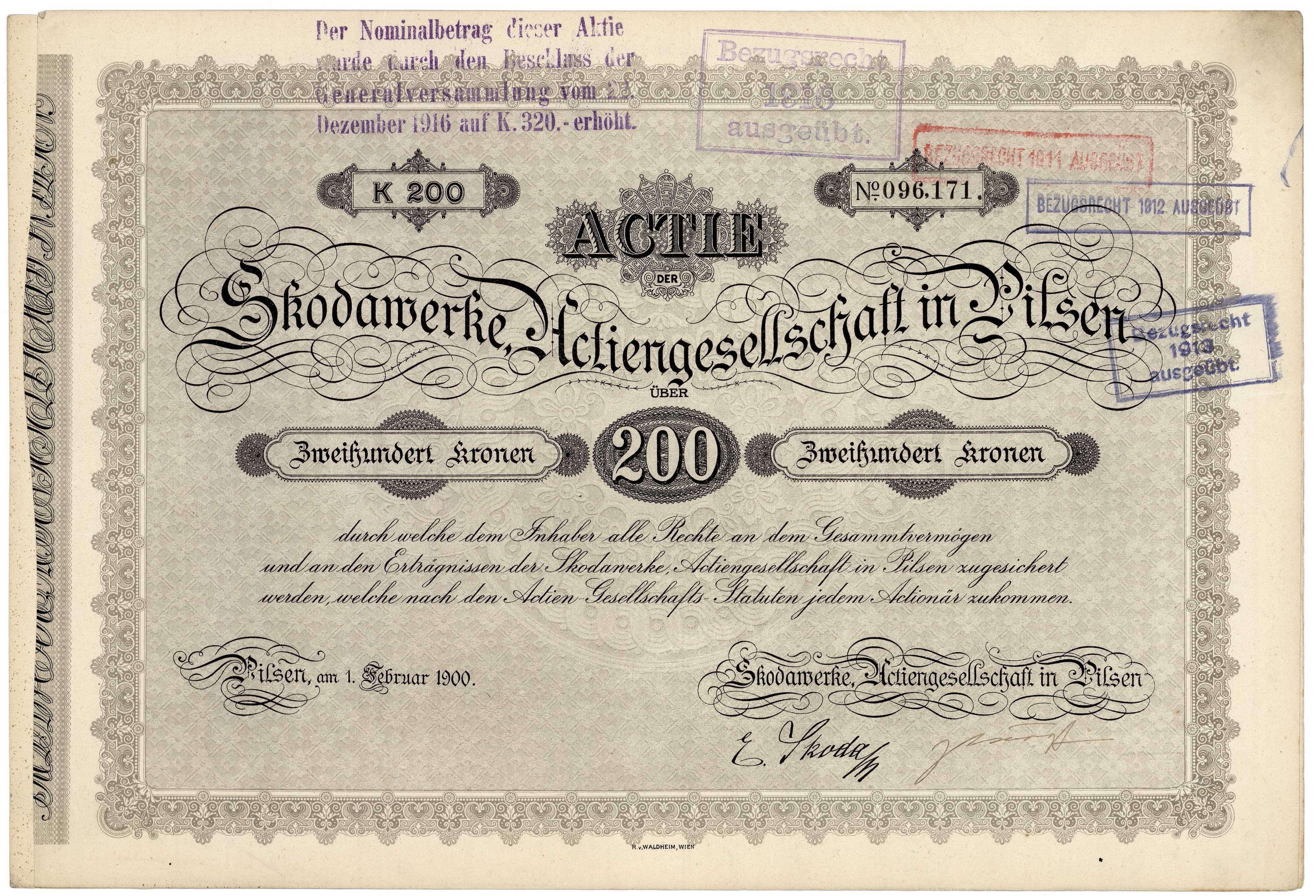
Aktie über 200 Kronen der Skodawerke AG vom 1. Februar 1900

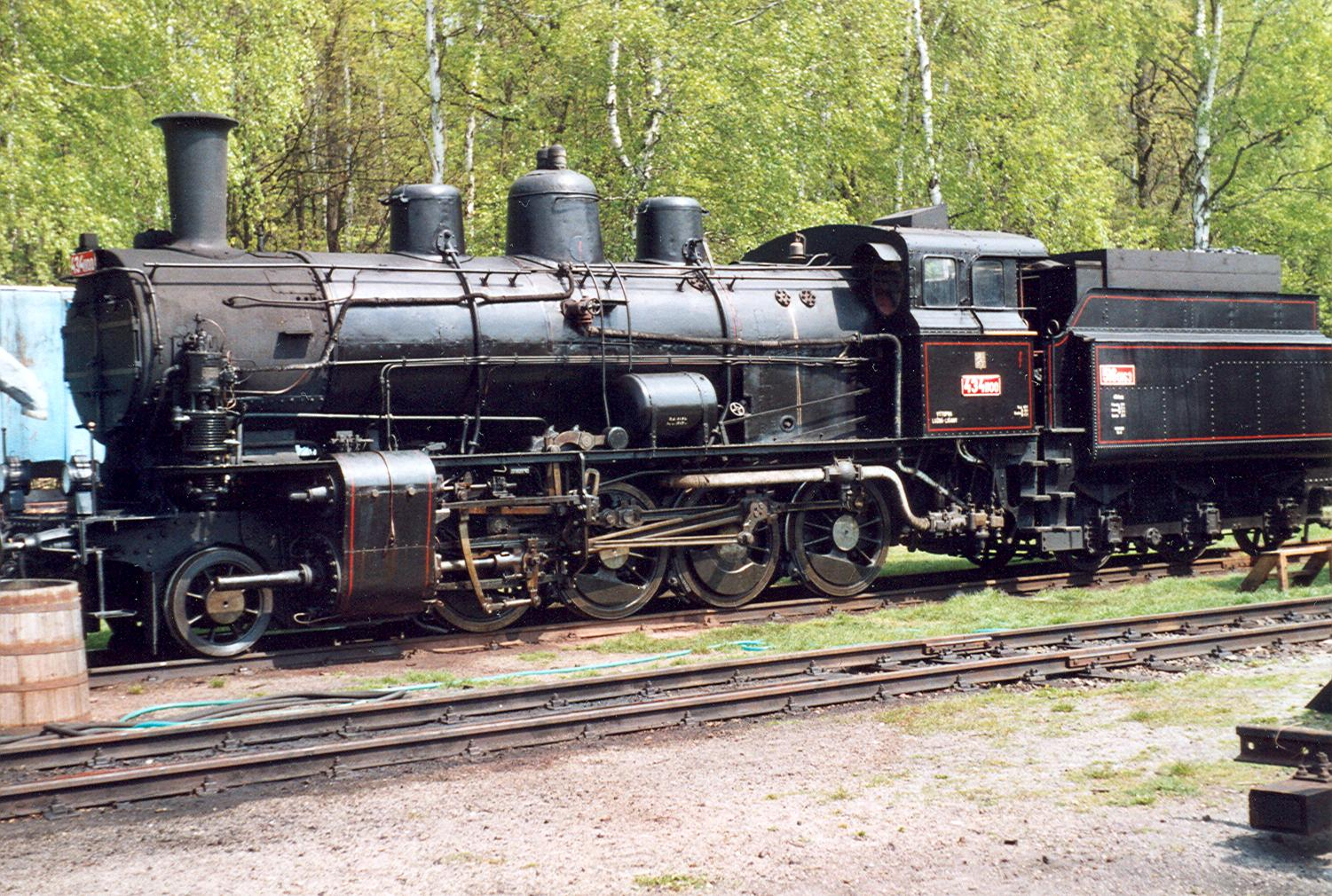
434.1100, erste von Škoda gebaute Lokomotive

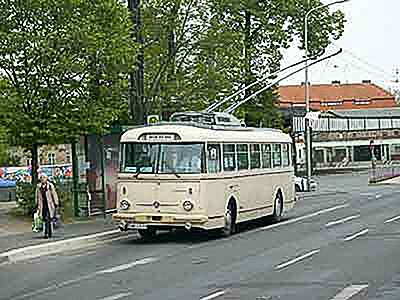
Oberleitungsbus des Typs Škoda 9Tr in Eberswalde

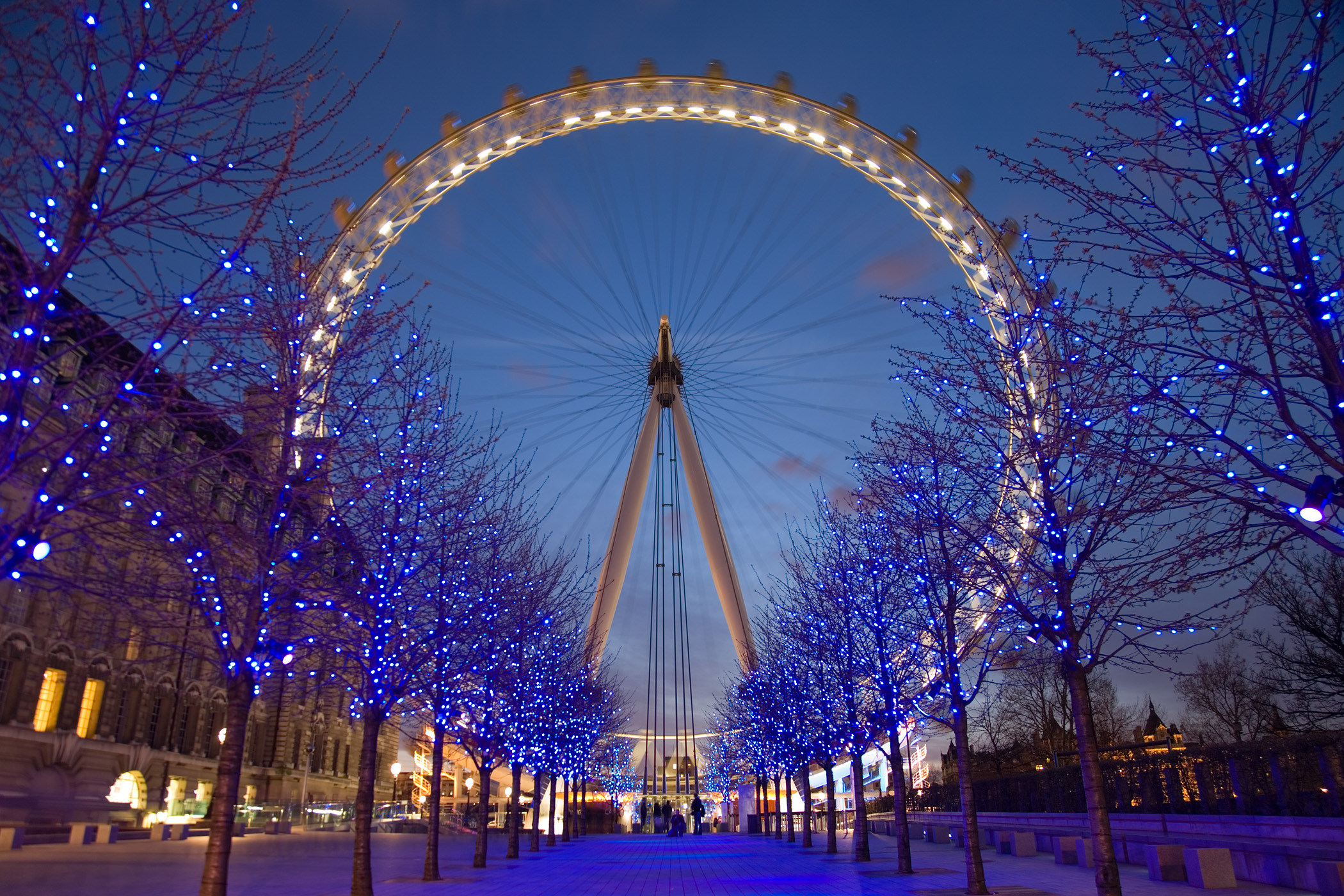
Das „London Eye“ mit Drehachsen und Stützen von Škoda

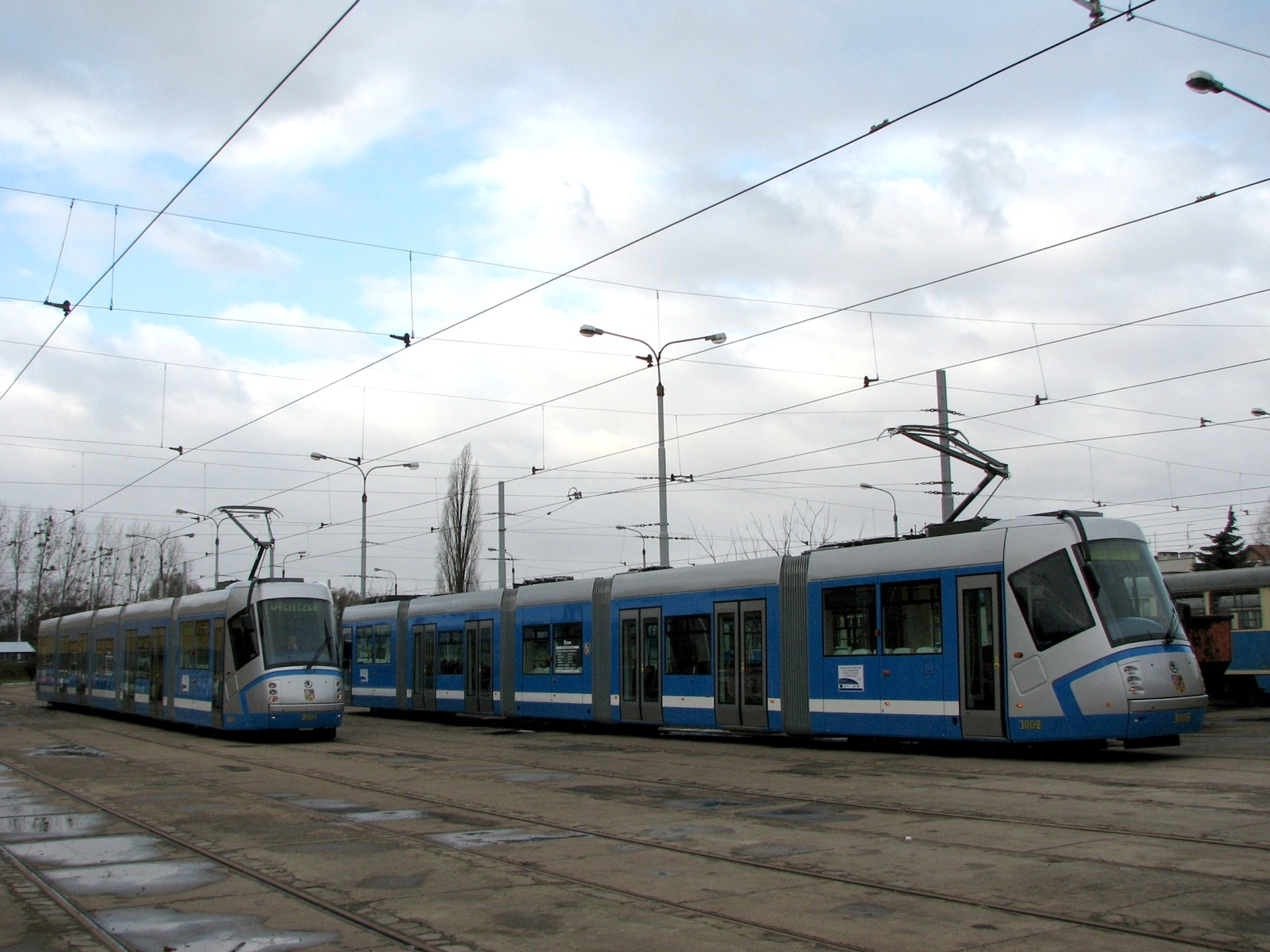
Straßenbahnwagen Škoda 16 T in Breslau

Ernst Graf von Waldstein gründete das Werk 1859 und produzierte mit über 100 Angestellten Einrichtungen für Zuckerfabriken, Brauereien und Bergwerke, sowie Kessel, Dampfmaschinen, Brücken und diverse Eisenbahneinrichtungen.
1866 wurde Emil von Škoda leitender Ingenieur und kaufte im Juni 1869 Graf Waldstein den Betrieb ab. Emil von Škoda modernisierte das Werk gründlich, 1871 wurde es um eine neue Gießerei erweitert, 1872 um eine neue Maschinenbauhalle, 1882 um eine Schmiede und 1886 um ein neues Stahlwerk. 1876 wurde die erste Auslandsvertretung in Kiew eröffnet, wohin Škoda hauptsächlich Zuckerfabriken lieferte. Neben Zuckerfabriken, Brauereien oder Dampfmaschinen orientierte sich Škoda immer mehr hin zur Rüstungstechnik. Ab 1886 wurden in Pilsen Kanonentürme für Schlachtschiffe hergestellt, drei Jahre später die zugehörigen Kanonen. Ab den 1880er Jahren befasste sich Škoda mit dem Brückenbau. Ab 1890 arbeitete eine neue Rüstungsabteilung, für die 1896 ein neues Werk erbaut wurde. 1899 wurde der Betrieb in eine Aktiengesellschaft umgewandelt, Emil von Škoda behielt die Aktienmehrheit. Am 8. August 1900 starb Emil von Škoda bei einer Zugreise in den Kurort Bad Gastein. Zu dieser Zeit arbeiteten im Betrieb 3211 Arbeiter und um die 250 Verwaltungsangestellte.
Zu den besonderen Leistungen der Jahrhundertwende gehören Komponenten für das Niagara-Kraftwerk, für Schleusen des Sueskanals, für französische und deutsche Handelsschiffe sowie für japanische, russische und südamerikanische Schlachtschiffe. Škoda spezialisierte sich immer mehr auf Rüstungstechnik. Andere Geschäftsfelder wurden in die dafür übernommene Prager Maschinenbau AG (Spojené strojírny, früher Škoda, Ruston, Bromovský, Ringhoffer) ausgegliedert. Škoda wurde so zum reinen Stahl- und Rüstungskonzern. Das Werk stieg zur größten Waffenschmiede der habsburgischen Monarchie Österreich-Ungarn auf. Es produzierte unter anderem Kanonen aller Größen, bis hin zu Bordkanonen der k.u.k. Marine und Mörsern im Kaliber 420 mm. Škoda erprobte selbst neue Geschütze in der k.u.k. Artillerie-Schießschule in Hajmáskér (bei Veszprém). In den Jahren 1914 bis 1918 lieferte das Werk 12.693 Kanonen an die österreichisch-ungarische Armee. 1914 arbeiteten bei Škoda etwa 10.000 Angestellte, 1917 waren es schon 32.000. Im Mai 1917 kam es zu einem schweren Unfall in der Munitionsfabrik im Pilsner Stadtteil Bolevec, bei dem über 200 Menschen ums Leben kamen.
Nach Kriegsende war Škoda ein überdimensionierter und auf die Rüstungsindustrie orientierter Mammutkonzern. Die benötigten Finanzmittel zum Richtungswechsel in Richtung ziviler Industrieproduktion kamen vom französischen Rüstungskonzern Schneider & Cie. Die ersten Nachkriegsprodukte waren Lokomotiven. Es entstanden die Geschäftsfelder Lebensmittel-, Tabak-, Automobil- und Flugzeugindustrie. Škoda baute in aller Welt Zuckerfabriken, Mühlen, Brauereien, Kraftwerke, Bergwerke oder Schlachthöfe auf. 1921 fusionierte Škoda wieder mit Spojené Strojírny. In den Konzern wurden Betriebe in Hradec Králové und Prag eingegliedert, dazu kamen zwei Kohlebergwerke. Ab 1924 wurden in Lizenz Lorraine-Dietrich-Flugmotoren hergestellt. Genauso von 1924 bis 1935 der Sentinel, ein Nutzfahrzeug mit Dampfmotor. 1925 fusionierte Škoda mit dem Automobilhersteller Laurin & Klement aus Mladá Boleslav – das Werk gehört inzwischen dem Automobilhersteller Škoda Auto. Die Eingliederung des Flugzeugherstellers Avia wurde 1926 vollzogen, ab 1927 besaß Škoda mit der ČLS eine eigene Fluggesellschaft.
1930 beschäftigte der Konzern 36.000 Angestellte. Hauptanteilseigner der Škoda-Werke war in den 1930er Jahren die Anglo-Tschechoslowakische Bank, an deren Aktienkapital der tschechoslowakische Staat 25 % hielt. Nach der Besetzung durch das Deutsche Reich 1939 wurde die Aktienmehrheit von Škoda und den Waffenwerken Brünn von den Vereinigten Stahlwerken und der Dresdner Bank erworben und später an die Reichswerke Hermann Göring verkauft.
Während des Zweiten Weltkrieges entstand 1942 die Holdinggesellschaft Waffen-Union Škoda-Brünn mit Sitz in Berlin. Allein das Werk Pilsen zählte ein Jahr vor Kriegsende 45.000 Arbeiter, im ganzen Konzern waren es um 101.000. Am 25. April 1945 wurde das Werk in Pilsen durch einen Luftangriff der USAAF stark zerstört.
Nach dem Zweiten Weltkrieg wurden Škoda wie andere wirtschaftlich bedeutende Betriebe verstaatlicht und einige Zweige des Leichtmaschinenbaus abgetrennt. Nicht mehr zum Konzern gehörte seit 1945 die Pkw-Sparte (später Škoda Auto). 1950 wurde der Konzern in sieben Unternehmen aufgeteilt. Das Pilsener Hauptwerk beschäftigte sich danach überwiegend mit Schwerindustriegütern, zuerst Dampf- und später elektrischen Lokomotiven, und Turbinen und Einrichtungen für Kraftwerke. Nach wie vor baute die Firma schlüsselfertige Industrieanlagen für das Ausland. Ab den 1950er Jahren wurde in Pilsen ein ziviles Nuklearprogramm betrieben.

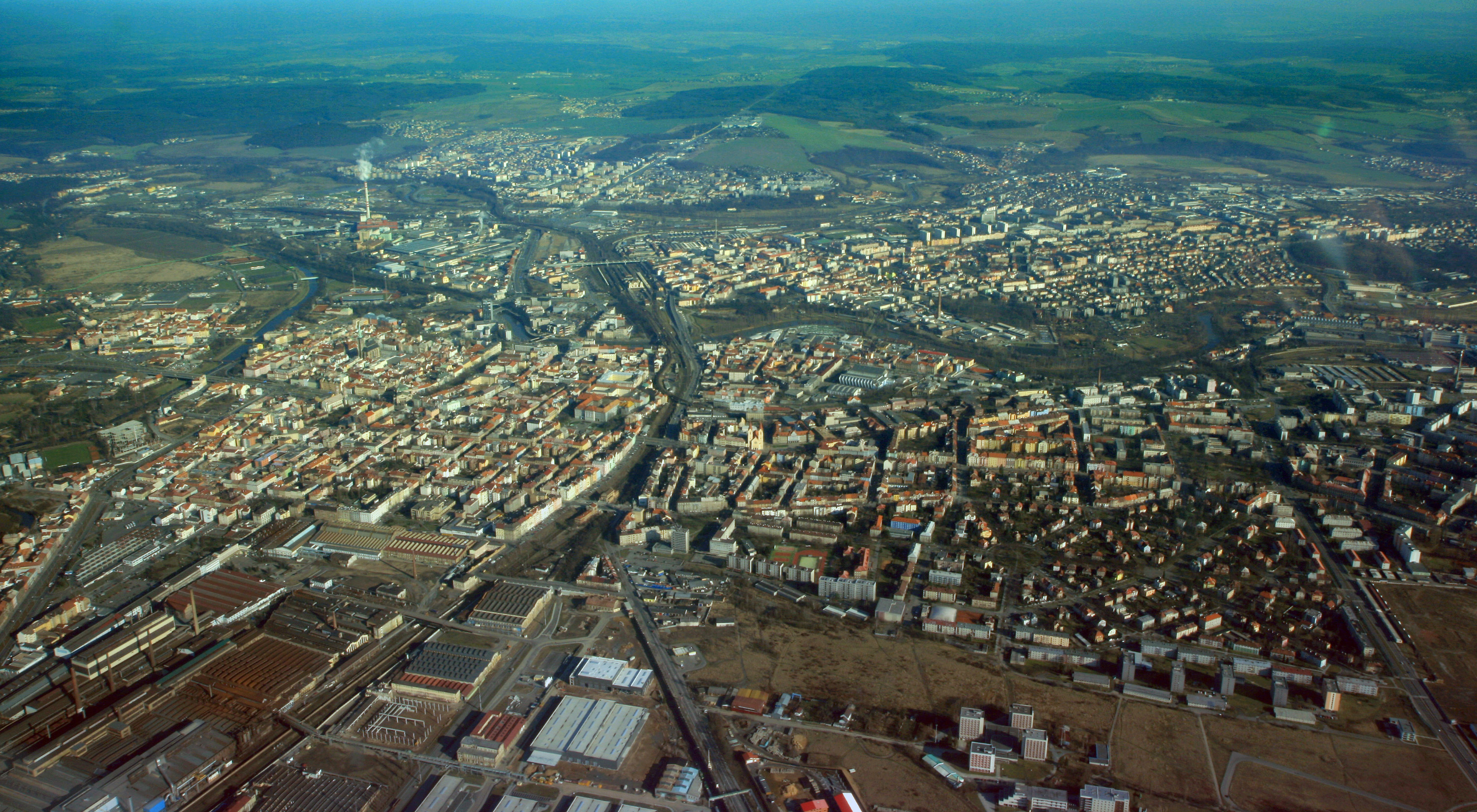
Pilsen aus der Vogelperspektive: Škoda befindet sich im unteren, linken Teil.

Nach der Samtenen Revolution 1989 wurde der Konzern 1990 in eine Aktiengesellschaft umgewandelt. Im Zuge der Entwicklungen entschied das Ministerium für Maschinenbau und Elektrotechnik im gleichen Jahr über die Ausgliederung des Betriebs für Kraftwerksbau (Závod výstavba elektráren Škoda) aus dem Konzern, der zu einem selbständigen staatlichen Unternehmen mit dem Namen „Škoda Praha“ wurde. 1993 wurde der Konzern Škoda privatisiert, damit mehrere Bereiche in Tochterunternehmen ausgegliedert. Die Aktiengesellschaft wurde 2000 zu einer Holdinggesellschaft umgewandelt.
Ende der 1990er Jahre fertigte der Konzern eine Drehachse und die Stützen für das 1998/99 gebaute Riesenrad London Eye.
Die 1993 entstandenen Tochterunternehmen ŠKODA, HUTĚ, Plzeň, s. r. o. (Hüttenwerke) und ŠKODA, KOVÁRNY, Plzeň, s.r.o. (Schmieden) gehörten zur Škoda-Holding, bis sie 2004 von der russischen OMZ-Gruppe übernommen wurden. 2007 wurden beide im Konsortium ŠKODA STEEL vereint und später in 'Pilsen Steel' umbenannt. Die Kernenergie-Sparte Škoda JS wurde 2007 ebenfalls an die russische OMZ-Gruppe verkauft. 2009 kaufte Doosan Heavy Industries & Construction für 450 Millionen Euro die Energiesparte Škoda Power. In der Škoda-Holding blieb ausschließlich die Sparte Fahrzeugtechnik (Schienenfahrzeuge, Oberleitungsbusse).
Das 1907 eingerichtete Škoda gehörende Forschungsinstitut wurde im Zuge der Privatisierung zur Tochtergesellschaft ŠKODA VÝZKUM s.r.o. Diese wurde 2006 an das Kernforschungsinstitut Řež verkauft und 2011 in Výzkumný a zkušební ústav Plzeň s.r.o. umbenannt.

### Logoentwicklung

Das Logo nimmt die heutige Gestalt an.
Dieses Logo wurde zu Beginn eingeführt, jedoch kurz danach wegen Reproduktionsschwierigkeiten aufgegeben.
Der blaue Škoda-Pfeil wurde 1926 eingeführt. Dieses Logo hat die Automobilsparte bis 1990 verwendet, Škoda Pilsen verwendet es bis heute.

### Lokomotivbau

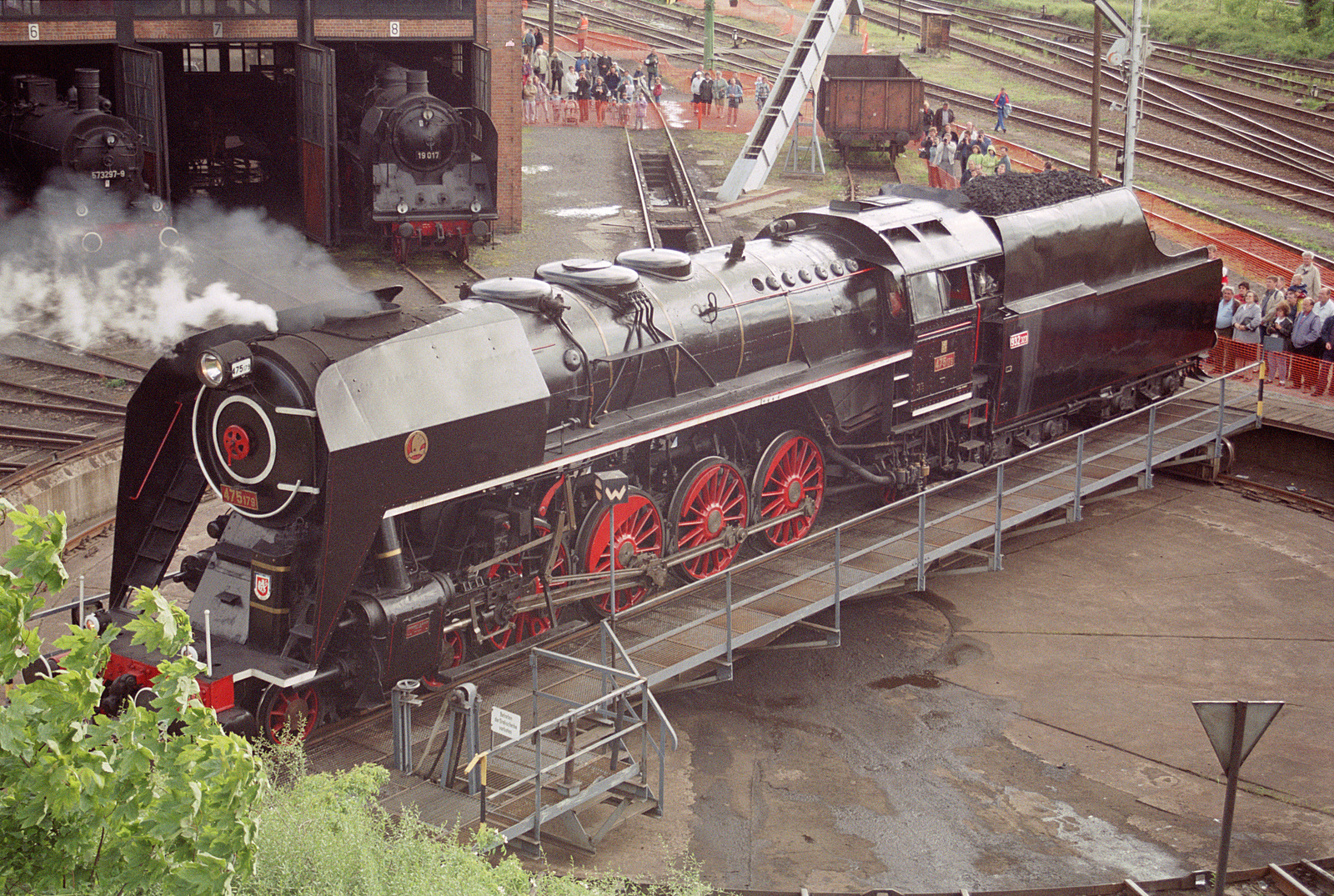
Lokomotive der Baureihe 475.1

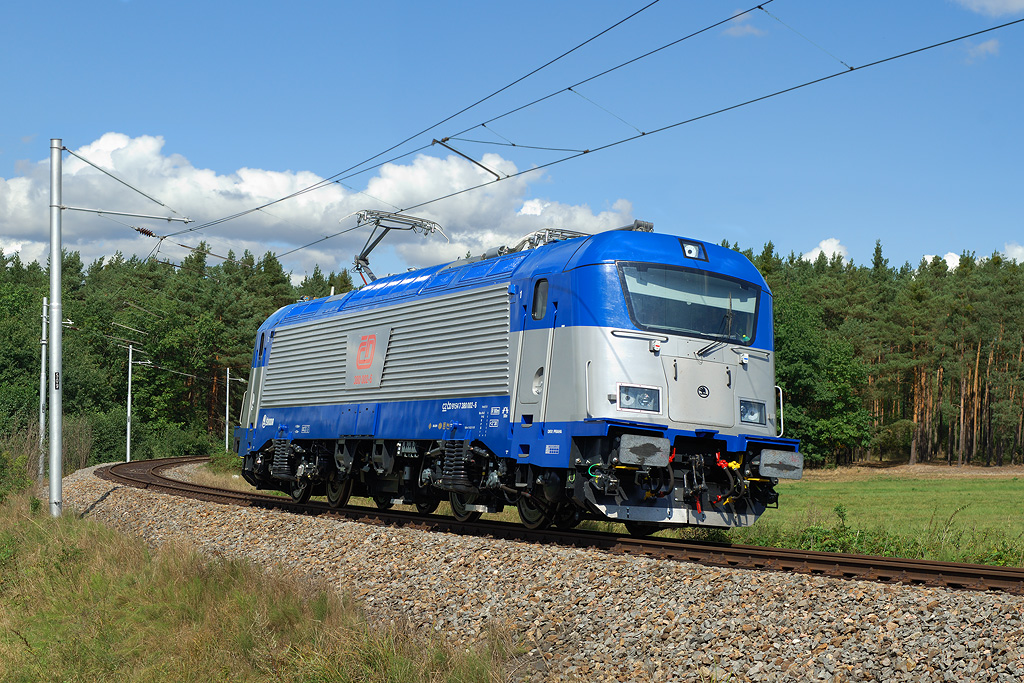
Mehrsystemlokomotive des Typs ČD-Baureihe 380

Die erste gebaute Lokomotive (Fabriknummer 1/1920) entstammt der österreichischen Reihe 270 und zählt zum Sammlungsbestand des Technischen Nationalmuseums in Prag. Die zuletzt als 434.1100 bezeichnete Lokomotive wird in Tschechien mehrmals jährlich für besondere Veranstaltungen eingesetzt. Mit der 534.0 wurde 1923 eine Eigenentwicklung vorgestellt. 1926 folgte die 387.0 als moderne Schnellzuglok. Aber auch Lokomotiven in Breit- und Schmalspur wurden gebaut und bis Kolumbien, Indien und China geliefert. Ab 1927 wurden auch Triebwagen gebaut. Ebenfalls ab 1927 stellte Škoda Elektrolokomotiven her. Die ČSD E 424.001 und E 424.002 waren hier die ersten Lokomotiven.
Obwohl das Werk im April 1945 durch Bombenangriffe zerstört worden war, wurden ab Juni 1945 wieder Lokomotiven repariert und im Dezember 1945 verließ die erste Neubaulok das Werk. 1958 wurde der Dampflokbau nach 3247 gebauten Lokomotiven eingestellt.
Nach 1945 war Škoda als Lieferant der Elektrolokomotiven vorgesehen, die für das Elektrifizierungsprogramm in der Tschechoslowakei benötigt wurden. Wurden 1953 für den Bau der ČSD-Baureihe E 499.0 noch Lizenzen Schweizer Hersteller benutzt, fand der Elektrolokomotivbau bei Škoda rasch einen eigenständigen Weg. Die 1974 vorgestellten Lokomotiven der ČSD-Baureihe ES 499.0 waren seinerzeit die stärksten Zweisystemlokomotiven der Welt. Im gleichen Jahr begann der Bau der Schnellfahrlokomotiven der SŽD-Baureihe ЧС200, mit der 1984 in der Sowjetunion der planmäßige Reisezugverkehr mit 200 km/h aufgenommen werden konnte. 1987 stellte Škoda mit der Baureihe 169 den Prototyp einer Lokomotive mit Drehstromantrieb vor. Lokomotiven von Škoda wurden in die Sowjetunion, Bulgarien und Polen exportiert.
In der Gegenwart produziert der heutige Konzern Škoda Transportation die Mehrsystemlokomotive des Typs 109 E. Das tschechische Eisenbahnverkehrsunternehmen České dráhy erhielt ab 2009 20 Lokomotiven dieses Typs als Reihe 380 für den grenzüberschreitenden Einsatz, die ZSSK 2013 zwei Lokomotiven (ZSSK-Baureihe 381). Seit 2005 gehört der Eisenbahn- und Triebwagen-Hersteller Vagonka Studénka zur Škoda-Holding.
2013 gaben die Deutsche Bahn und Škoda bekannt, dass ab Dezember 2016 auf den Bahnstrecken München–Treuchtlingen und Nürnberg–Ingolstadt sechs Škoda-Doppelstockzüge einschließlich der Systemlok des Typs 109E zum Einsatz kommen werden. Mit dem Kauf im Gesamtwert von 110 Millionen Euro will sie offenbar den Wettbewerb unter ihren Lieferanten beleben.
Zum Fahrplanwechsel im Dezember 2020 kam die erste Lokomotive zum Einsatz. Im Laufe des Fahrplanjahrs 2021 übernahmen die Züge schrittweise alle Leistungen. Die Züge fallen seitdem immer wieder durch Defekte auf, so dass der Betrieb oft gestört ist. Als Grund werden vor allem technische Mängel seitens des Herstellers genannt.

### Kraftfahrzeuge

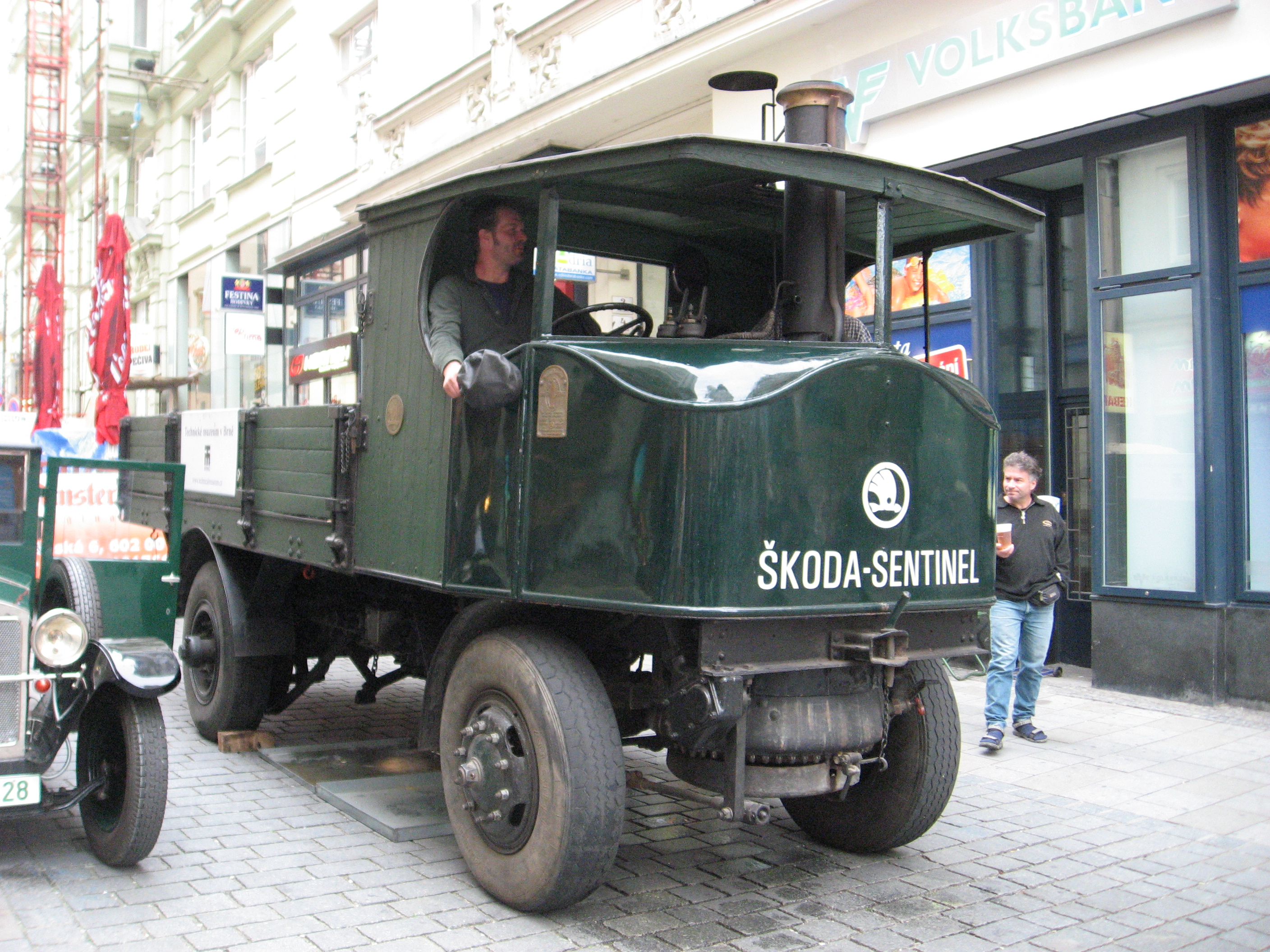
Škoda Sentinel (Lkw mit Dampfantrieb)

Der Konzern fertigte noch vor der Fusion mit Laurin & Klement verschiedene Fahrzeuge in Lizenz:
- Škoda Sentinel (1924–1935)
- Škoda Hispano Suiza 25/100 PS

### Waffen

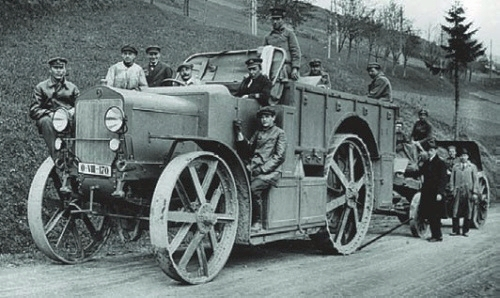
Škoda U (50 HP) 4x4 (Austro-Daimler), 1919 г. (Zugmaschine für Artilleriegeschütze)

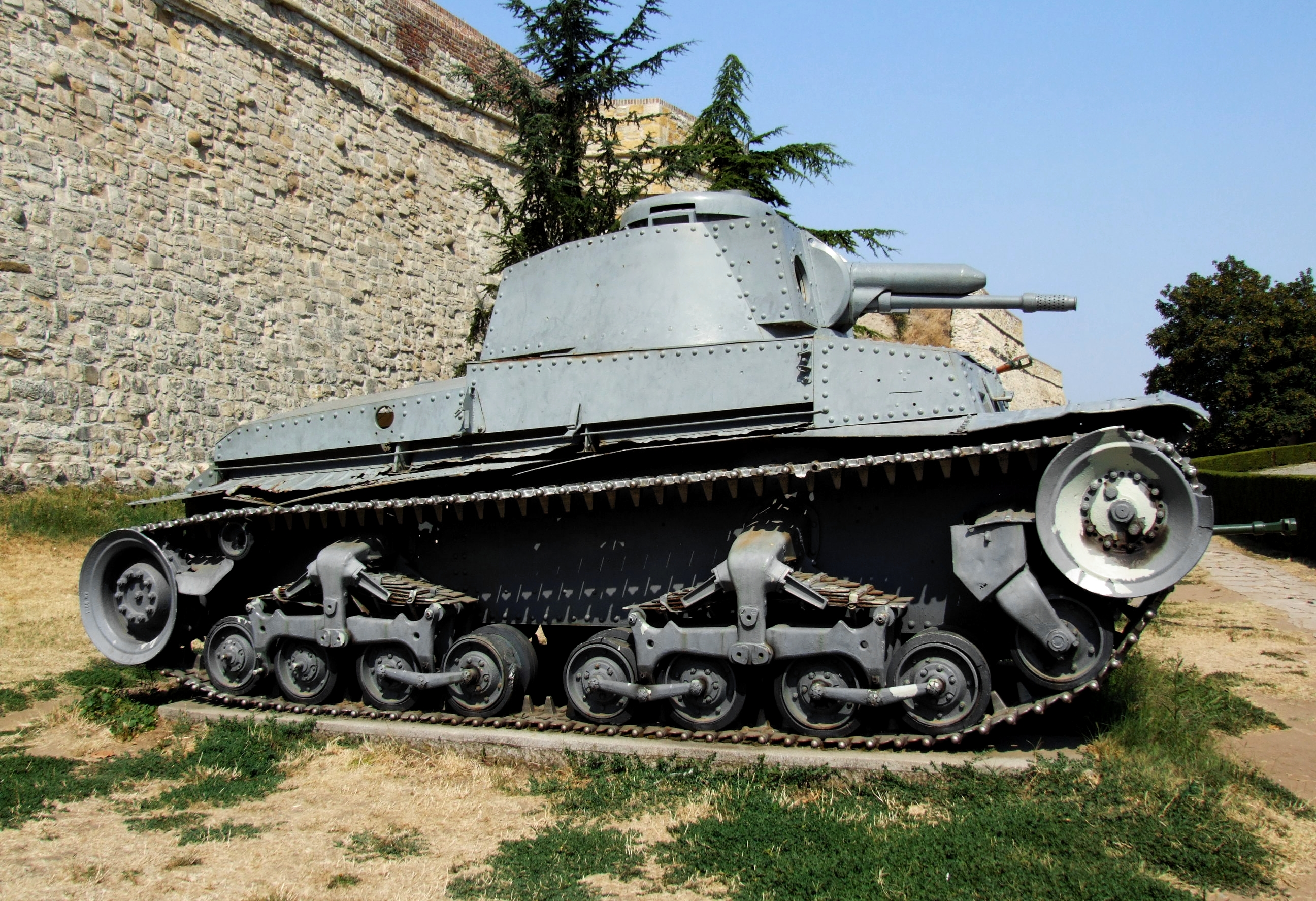
Panzerkampfwagen 35(t)

Die Škoda-Werke waren als Waffenhersteller mit Entwicklung und der Produktion verschiedener Waffen tätig. Nennenswert (Einzelinformation in den Artikeln) sind:
- Geschütze[15]
  - 47 mm kanon P.U.V. vz. 36
  - 6,6-cm-Panzerabwehrkanone 44
  - Škoda 75-mm-Gebirgsgeschütz M1915
  - 8-cm kanon vz. 30
  - 10-cm houfnice vz. 30
  - 10-cm-Turmhaubitze T.H. M.9
  - 10-cm-Feldhaubitze M.14
  - 10,5-cm-leichte Feldhaubitze 43
  - Škoda 149-mm-Haubitze Modell 14
  - 21-cm-Kanone 39
  - 24 cm kanon vz. 16
  - 24-cm-Mörser M. 98 (24-cm-Mörser)
  - 30,5-cm-M.11-Mörser
  - 38-cm-Belagerungshaubitze M.16
  - Küstenhaubitze 42 cm
- Schiffsartillerie
  - 10-cm-L/50-K11-Kanone und deren italienische Nachbauten cannone da 100/47
  - 30,5-cm-L/45-Geschütz
- Gepanzerte Fahrzeuge
  - Škoda LT vz. 35
  - Jagdpanzer 38(t)
- Flugzeugbau
  - Škoda P-2 (Aufklärungsflugzeug von 1927, nur Prototyp)
  - Škoda D-1 (Lizenzbau der Dewoitine D-21C-1, 25 Stück 1928/1929 gebaut)
  - Fieseler-Škoda FiSk 199 (Prototyp einer Spezialversion der Messerschmitt Bf 109)

### Nukleartechnik

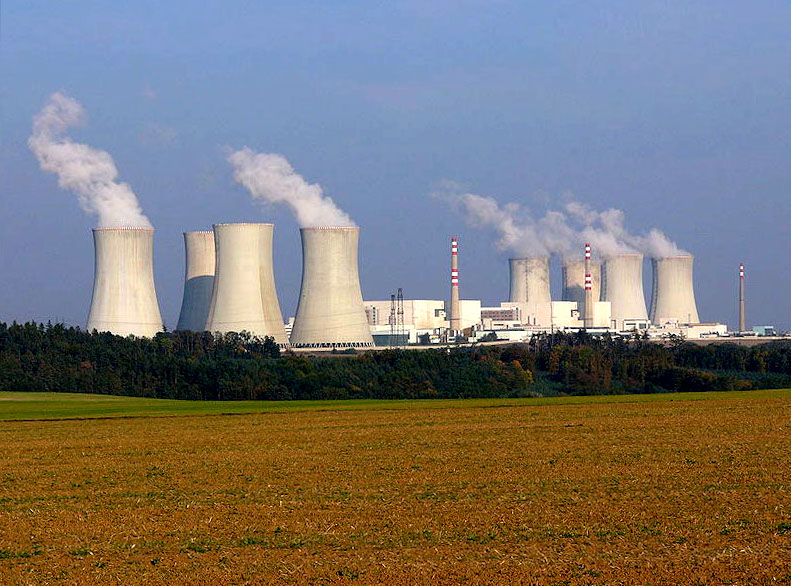
Kernkraftwerk Dukovany mit Turbosätzen und Kernreaktoren von Škoda

Škoda beteiligte sich stark am Nuklearprogramm der Tschechoslowakei und produzierte Kernreaktoren der sowjetischen Bauart WWER für Kernkraftwerke.
1957 wurde Škoda zum Hauptauftragnehmer für den technologischen Bereich des ersten tschechoslowakischen Kernkraftwerks Bohunice A-1 ausgewählt. Škoda produzierte ebenfalls den eigentlichen Reaktor. Der verwendete Kernreaktortyp KS-150 wurde vom sowjetischen Alichanow-Institut für Theoretische und Experimentelle Physik entwickelt. Die Erstellung der detaillierten Planungsunterlagen erarbeitete Škoda mit technischer Unterstützung des sowjetischen Planungsbüros LOTEP.
In den folgenden Jahren war der Konzern in großem Umfang am Kernenergieprogramm der Tschechoslowakei und des Ostblocks beteiligt. Der Betrieb Energiemaschinenbau (Závod energetické strojírenství k. p. Škoda Plzeň) stellte die Kernreaktoren und Turbosätze her und montierte sie vor Ort. Der Betrieb Kraftwerksbau (Závod výstavba elektráren) übernahm die Rolle des Hauptauftragnehmers für den technologischen Teil der Bauvorhaben. Zwischen 1980 und 1992 lieferte Škoda 21 Sätze von Reaktoren des Typs WWER-440/V213 (vier für die Blöcke 1 bis 4 des Kernkraftwerkes Paks, zwei für das Kernkraftwerk V2 in Bohunice, je vier für das Kernkraftwerk Dukovany und das Kernkraftwerk Żarnowiec sowie drei für die Blöcke 5, 7 und 8 des Kernkraftwerks Greifswald). Dazu kamen drei Sätze von Reaktoren vom Typ WWER-1000/V320 (zwei für das Kernkraftwerk Temelín und einen für das Kernkraftwerk Belene). Daneben wurden mehrere Forschungsreaktoren hergestellt. Für Entwicklungsarbeiten nutzte Škoda den betriebseigenen Forschungsreaktor ŠR-0 in Vochov bei Pilsen.
Škoda war an den Entwicklungsarbeiten des Reaktors WWER-1000 beteiligt und entwickelte einen Linearschrittmotor für die Reaktorsteuerstäbe. Der Motor wurde ursprünglich für eine Weiterentwicklung des Schwerwasserreaktors KS-150 entworfen, wo er die verhältnismäßig schwierigen und anfälligen Teile eines Rotationsmotors ersetzen sollte. Der sowjetische Hauptentwickler der Reaktoren OKB Gidropress empfahl, diesen Motor für WWER-1000-Reaktoren anzupassen. Aufgrund von Verspätungen bei Škoda wurde dennoch eine sowjetische Variante im Ischorskij-Betrieb hergestellt. Weil diese schlechtere Eigenschaften hatte, wurde 1980 die gemeinsame Entwicklung eines modernisierten Motors beschlossen. Diese Zusammenarbeit von Škoda und Gidropress stellte die bisher höchste Mitwirkung der Tschechoslowakei an den Entwicklungsarbeiten der WWER-Technologie dar.

## Heutige Unternehmen

### Škoda Transportation a.s. (Pilsen, Tschechien)
Škoda Holding a.s. war das eigentliche Folgeunternehmen des Konzerns Škoda Pilsen. Die Holding mit Sitz in Pilsen wurde 2000 aus der Škoda a. s. gegründet. Nach der Privatisierung und Ausgliederung mehrerer Bereiche blieben in der Holding die Sparten Energie (Kraftwerke) und nach 2009 nur noch die Sparte Fahrzeugtechnik (Schienenfahrzeuge, Oberleitungsbusse). Im Bereich Fahrzeugtechnik wurden weitere Unternehmen angekauft, wie z. B. 2005 der traditionelle tschechische Eisenbahn- und Triebwagen-Hersteller Vagonka Studénka. Heute firmiert der Konzern unter dem Namen Škoda Transportation a.s.
Tochterunternehmen:
- Škoda Electric a.s. (Pilsen/Tschechien)
- Škoda Vagonka a.s. (Ostrava/Tschechien)
- Transtech Ltd. (Oulu/Finnland)
- Škoda City Service s.r.o. (Pilsen/Tschechien)
- Škoda TVC s.r.o. (Pilsen/Tschechien)
- Pars Nova a.s. (Šumperk/Tschechien)
- VÚKV a.s. (Prag/Tschechien)
- Poll, s.r.o (Prag/Tschechien)
- Lokel s.r.o. (Ostrava/Tschechien)
- Škoda Transportation Deutschland GmbH (München/Deutschland)
- Ganz-Skoda Electric Ltd. (Budapest/Ungarn)
- TRADING RS Sp. z o.o. (Warschau/Polen)
- OOO „Sibelektropriwod“ (Nowosibirsk/Russland)
- OOO „Sibir-Elektro“ (Moskau/Russland)

## Ehemalige Tochterunternehmen

### Škoda Praha a.s.
1953 wurde das staatseigene Unternehmen Energostroj gegründet, das 1959 als Montagebetrieb für Energieanlagen in den Konzern Škoda eingegliedert wurde. 1978 wurde der Betrieb für Kraftwerksbau Škoda (Závod výstavba elektráren Škoda) mit dem Bau von Kernkraftwerken mit sowjetischen Reaktoren vom Typ WWER beauftragt. 1990 entschied das Ministerium für Maschinenbau und Elektrotechnik über die Ausgliederung aus dem Konzern Škoda in ein selbständiges staatliches Unternehmen. 1993 wurde das Unternehmen privatisiert. Seit 2005 gehört es zur Energie-Unternehmensgruppe ČEZ.
Škoda Praha a.s. ist weltweit tätig im Bereich der Energietechnik. Zu den Leistungen gehören hauptsächlich Anlagenbau und Modernisierungen von Kraftwerken.

### Škoda JS a.s.
Škoda JS ist die ehemalige Nuklearsparte des Konzerns Škoda. Nach 1993 wurde das Werk aus dem Škoda-Konzern ausgegliedert und es entstand das Tochterunternehmen Škoda Jaderné Strojírenství s.r.o. Dieses wurde 1999 in die heutige Aktiengesellschaft umgewandelt. 2004 verkaufte die Škoda-Holding das Tochterunternehmen an die russische OMZ Group.
Seit November 2022 befindet sich Škoda JS wieder in tschechischer Hand, nachdem die ČEZ-Gruppe das Unternehmen erwarb, um dessen Dienstleistungen weiterhin für die tschechischen Kernkraftwerke zu sichern, deren Betreiber sie ist.
Zu den derzeitigen Leistungen gehören hauptsächlich Modernisierungen von Kernkraftwerken, Dienstleistungen für Kernkraftwerke, die Herstellung von Komponenten für Kernreaktoren und die Produktion von Atommüllbehältern für Transport und Lagerung. Das Unternehmen hat seinen Sitz in Pilsen.

### Škoda Power s.r.o.
2009 kaufte Doosan Heavy Industries & Construction für 450 Millionen Euro die Energiesparte Škoda Power von der Škoda Holding. Das Unternehmen stellt insbesondere Dampfturbinen, Turbinenmaschinenhäuser, Wärmeüberträger und Kondensatoren für Kraftwerke her.